# Eupithecia carneata
Eupithecia carneata es una especie de polilla de la familia Geometridae. La especie fue descrita por primera vez por James Halliday McDunnough habiendo sido descrita en 1946, con distribución en el Oeste de Estados Unidos. El holotipo de la especie fue descrita en los alrededores de Cañón Oak Creek, a poca distancia de la ciudad de Flagstaff, Arizona.

## Distribución
E. carneata se encuentra distribuido principalmente en el oeste de América del Norte, habiendo sido descritos en los estados de Utah y Arizona.

## Descripción
Es una polilla pequeña con una envergadura de 17 milímetros (0,7 plg). Se han registrado adultos volando en agosto y septiembre.